# El Niño de la Capea
Pedro Gutiérrez Moya dit « El Niño de la Capea », né le 17 septembre 1952 à Salamanque (Espagne), est matador espagnol.

## Biographie
« El Niño de la Capea » doit son apodo au nom de l’école taurine La Capea de Salamanque où est entré à l'âge de quatorze ans pour apprendre  le toreo. Il revêt son premier habit de lumières à Salamanque le 3 mai 1969. 
Il reste dans l'histoire comme un des grands maestros du XXe siècle, accumulant dès ses premières novilladas piquées un nombre important de trophées. Cependant alors qu'il connaît le meilleur moment de sa carrière il décide d'arrêter le 12 septembre 1988 au cours de la feria dans sa ville natale. Ce jour-là il reçoit deux oreilles et une queue.
Il fait un retour le 31 mars 1991 à Málaga qui relance sa carrière. Mais il y met de nouveau un point final à Mexico le  5 février 1995 devant un public qu lui fait une ovation.
C’était un grand connaisseur du taureau et de sa lidia et un excellent estoqueador, pratiquant régulièrement l’estocade « a recibir » . Il a été six fois en tête de l’escalafón dans les années 1970 et 1980 ; il a également été particulièrement apprécié au Mexique. Depuis sa retraite en 1995, il se consacre à son élevage de taureaux de combat.

## Carrière
- Débuts en public : Salamanque le 3 mai 1969.
- Débuts en novillada avec picadors : Salamanque le 17 juillet 1970 aux côtés de Paco Núñez et José Ortegón. Novillos de la ganadería de Luis Higinio Severino.
- Présentation à Madrid : 11 juin 1971 aux côtés de Ángel Rodríguez et Julio Robles. Novillos de la ganadería de Juan Pedro Domecq.
- Alternative : Bilbao (Espagne, province de Biscaye) le 19 juin 1972. Parrain, Paco Camino ; témoin, « Paquirri ». Taureaux de la ganadería de Lisardo Sánchez.
- Confirmation d’alternative à Madrid : 21 juin 1973. Parrain, Palomo Linares ; témoin, « Paquirri ». Taureaux de la ganadería de Atanasio Fernández.
- Premier de l’escalafón en 1973, 1975, 1976, 1978, 1979 et 1981.